# National Bank of Canada
Banco Nacional do Canadá (em francês:  Banque Nationale du Canada) é o sexto maior banco comercial do Canadá. Está sediada em Montreal e possui filiais na maioria das províncias canadenses e 2,4 milhões de clientes pessoais. O National Bank é o maior banco do Quebec e a segunda maior instituição financeira da província, depois da cooperativa de crédito Desjardins. O número da instituição do National Bank é 006 e seu código SWIFT é BNDCCAMMINT.
Em 31 de outubro de 2017, o National Bank possuía uma rede de 429 agências e 931 caixas eletrônicos no Canadá. Também possuía vários escritórios de representação, subsidiárias e parcerias em outros países, através dos quais atende clientes canadenses e não canadenses.
Em 2011, o National Bank ficou em terceiro lugar na lista da Bloomberg de "Os bancos mais fortes do mundo".
Os negócios do National Bank estão concentrados no Quebec e estão se expandindo em outras províncias. No exercício encerrado em 31 de outubro de 2017, 59% de sua receita total foram de Quebec, 30% de outras províncias e 11% de suas operações internacionais. Sua receita total para o ano foi alocada nos segmentos de negócios:
- 44,8% do Banco Pessoal e Comercial,
- 23,5% da Wealth Management,
- 23,8% dos mercados financeiros, e
- 7,9% da US Specialty Finance and International.[5]

## História

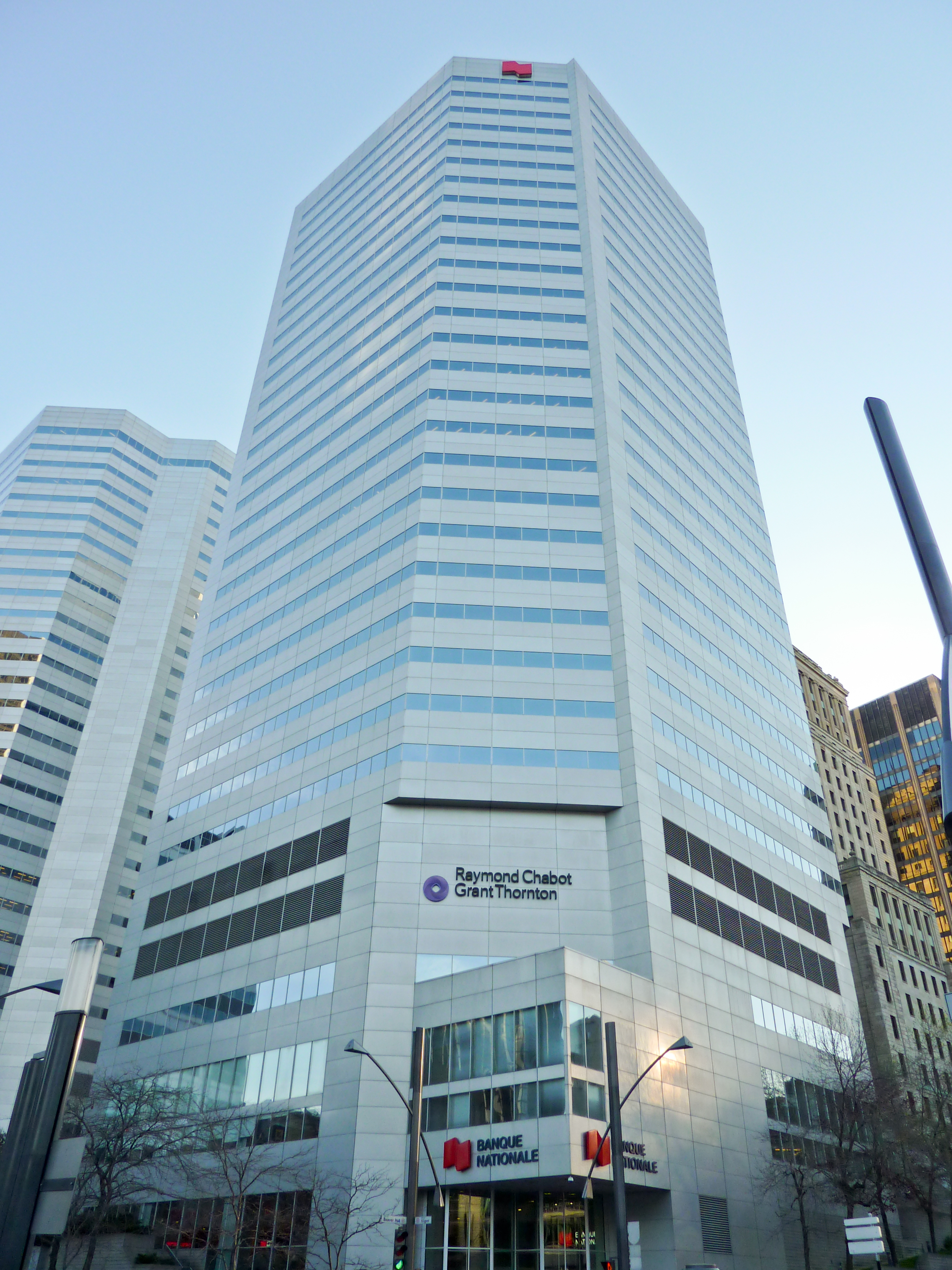
A sede do Banco Nacional do Canadá está localizada em Tour de la Banque Nationale.

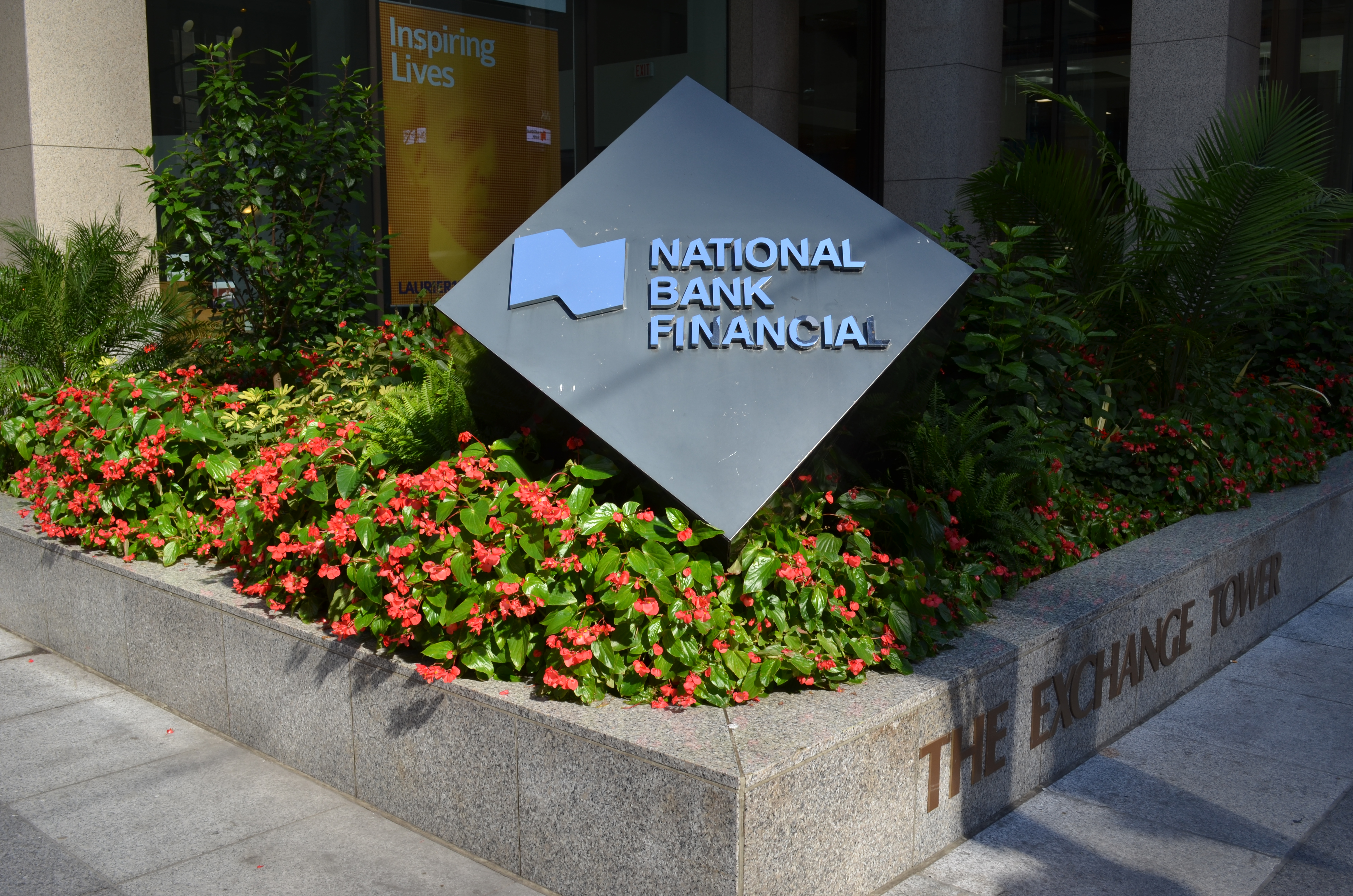
Escritório do Banco Nacional do Canadá em Toronto

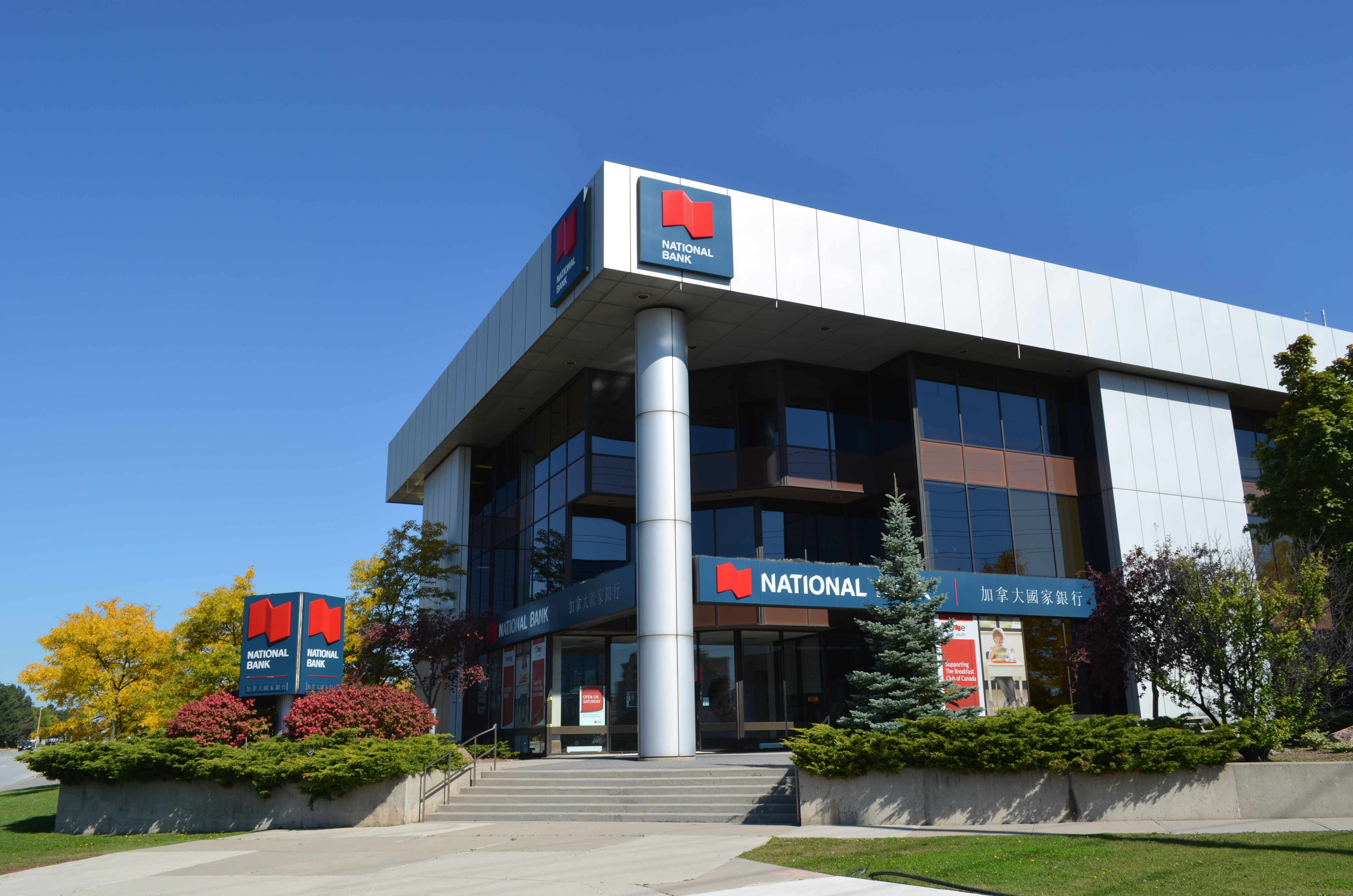
Banco Nacional do Canadá em Richmond Hill

Em 1859, empresários francófonos em Ontário e Quebec desejavam criar um banco sob seu controle local e convenceram o legislador provincial a aprovar o ato que criou o Banque Nationale em 4 de maio de 1859. Alguns membros da burguesia anglófona participaram do capital social do banco, mas os francófonos mantinham controle exclusivo e ocupavam todas as cadeiras do conselho de administração, com Ulric-Joseph Tessier, advogado e membro da Assembléia Legislativa atuando como presidente do banco.
O banco sofreu perdas durante a crise bancária provocada pelo pânico financeiro de 1873 e pelo pânico de 1884, mas conseguiu sobreviver e continuou a operar. Na década de 1930, durante a Grande Depressão, o Banque Nationale voltou a sofrer estresse financeiro; desta vez, foi realizada uma fusão com o Banque d'Hochelaga, assistida pelo legislativo da província para fortalecer o banco. O banco incorporado foi renomeado como "Banque Canadienne Nationale" (BCN) (inglês, "Canadian National Bank").
Em 1968, o BCN, em conjunto com vários outros bancos, lançou o Chargex, o primeiro cartão de crédito a ser emitido por um banco canadense.
Durante a década de 1970, o rival Provincial Bank of Canada, com sede em Quebec, expandiu-se rapidamente através de várias aquisições. Fundiu-se com o People's Bank em 1970, com o Unity Bank of Canada, com sede em Toronto, e em 1979 adquiriu a Laurentide Financial Corporation de Vancouver. O Providencial Bank e o BCN continuaram a se expandir, mas continuaram a ter grande parte de suas operações concentradas no Quebec. Em novembro de 1979, esses dois bancos decidiram fundir-se com o novo nome "National Bank of Canada" no que era na época uma das maiores fusões bancárias.
Nos anos 80, o banco continuou a crescer e expandir seus negócios por meio de várias aquisições, incluindo a corretora Lévesque Beaubien e um ano depois a Geoffrion Leclerc, que ficou conhecida como Lévesque Beaubien Geoffrion. Em 1993, vendeu suas operações de financiamento de arrendamento para a GE Capital e adquiriu os ativos da General Trust do Canadá.
Em 1994, deu um pequeno passo fora do Canadá quando abriu duas filiais nos Estados Unidos, uma na Flórida e outra na Califórnia . Em 1995, o banco abriu um escritório de representação em Cuba para ajudar os clientes canadenses a fazer negócios no país. Em 1999, concluiu a compra da First Marathon, uma corretora sediada em Toronto. A First Marathon e a subsidiária do banco, Lévesque Beaubien Geoffrion Inc., fundiram suas operações para formar o National Bank Financial (NBF), sua subsidiária de banco de investimento. Em 2002, adquiriu o banco de investimentos norte-americano Putnam Lovell e fundiu as operações com sua subsidiária da NBF, que começou a operar através de escritórios em Nova York, Toronto e Londres.
Em março de 2006, vendeu seus serviços de gerenciamento de acionistas para a Computershare.

## Estrutura da gestão
A estrutura administrativa do banco consiste em um Gabinete do Presidente e um conselho de administração.

## Controvérsia de Privacidade
Em outubro de 2019, o National Bank of Canada foi criticado por especialistas em privacidade por exigir que novos clientes on-line forneçam suas credenciais completas de login para contas com outras instituições financeiras, incluindo senha.

Através do site, o próprio banco diz às pessoas para "Nunca contar a ninguém sua senha", mas durante o processo de criação de uma conta, eles dizem: "... você precisará fornecer... Suas credenciais de login em outra instituição financeira canadense qualificada".